# Roy (Louisiane)
Pour les articles homonymes, voir Roy.
Roy (appelé aussi Roytown) est une communauté non incorporée située dans la Paroisse de Bienville dans l'État de la Louisiane aux États-Unis.
Le bourg doit son nom à Roy Otis Martin, Sr. (1890-1973).